# Aloes ościsty
Aloes ościsty (Aristaloe aristata) – gatunek sukulenta z rodziny złotogłowowatych. Pochodzi z Południowej Afryki i Lesotho. Jako gatunek introdukowany rośnie także we Francji i Wielkiej Brytanii. Jedyny przedstawiciel rodzaju Aristaloe, do drugiej dekady XXI wieku zaliczany do rodzaju aloes Aloe. 
Jest uprawiany, w Polsce jako roślina doniczkowa. Nazwa odnosi się do włosowatych kolców na czubkach liści.

## Morfologia
Bylina wysokości 20–25 cm. Liście grube, mięsiste, w kolorze szarozielonym z kolcami na brzegach. Kwiaty niepozorne, drobne w kolorze pomarańczowo-czerwonym zebrane są w gronach na łodydze wyrastającej do 35 cm wysokości. Owocem jest torebka.

## Uprawa i choroby
Aloes ościsty jest rośliną łatwą w uprawie, odporną na choroby. Lubi stanowiska nasłonecznione, jednak przy zbyt dużym nasłonecznieniu obserwuje się zaczerwienienie końcówek liści. Na stanowiskach bardziej zacienionych liście są bardziej smukłe, wydłużone.
Gleba powinna być dobrze przepuszczalna, łatwo wysychająca. Nadmierne podlewanie może prowadzić do zahamowania wzrostu rośliny lub gnicia korzeni.
Aby pobudzić kwitnienie roślina wymaga okresu spoczynku w miesiącach zimowych, to znaczy ograniczonego podlewania oraz niższej niż zwykle temperatury (do ok. 7 stopni Celsiusza). W Polsce roślina uprawiana jako doniczkowa,kwitnie w okresie od września od października pod warunkiem zapewnienia okresu spoczynku. 
Młode okazy wyrastają u podstawy rośliny macierzystej, lub w kątach liści. Po pewnym czasie odłączają się. Przed ich przesadzeniem należy na pewien czas pozostawić sadzonkę bez wody i ziemi. Część hodowców obserwuje większą skłonność do powstawania młodych sadzonek, gdy okaz hodowany jest w mniejszej donicy.

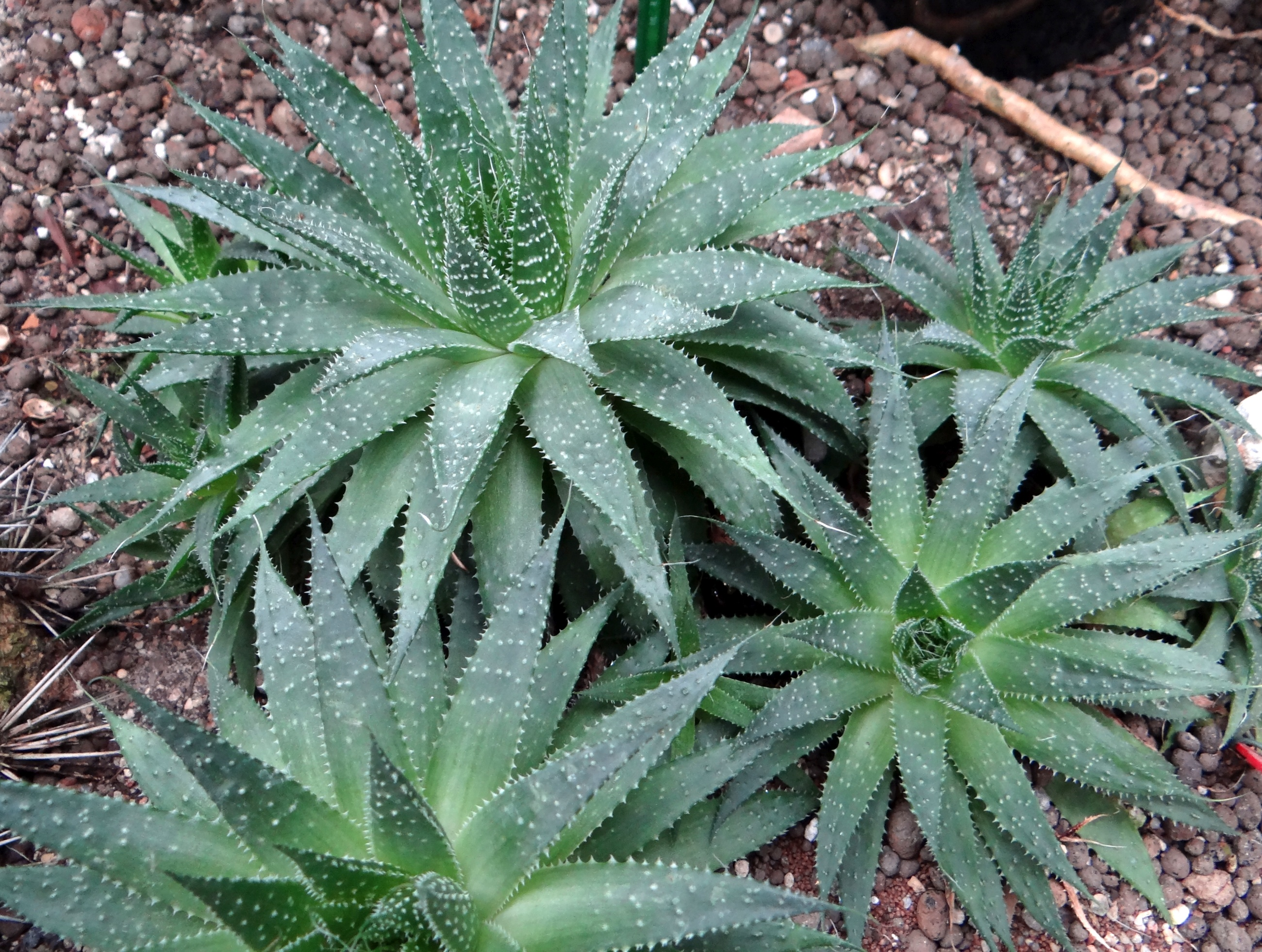
W Palmiarni Łódzkiej
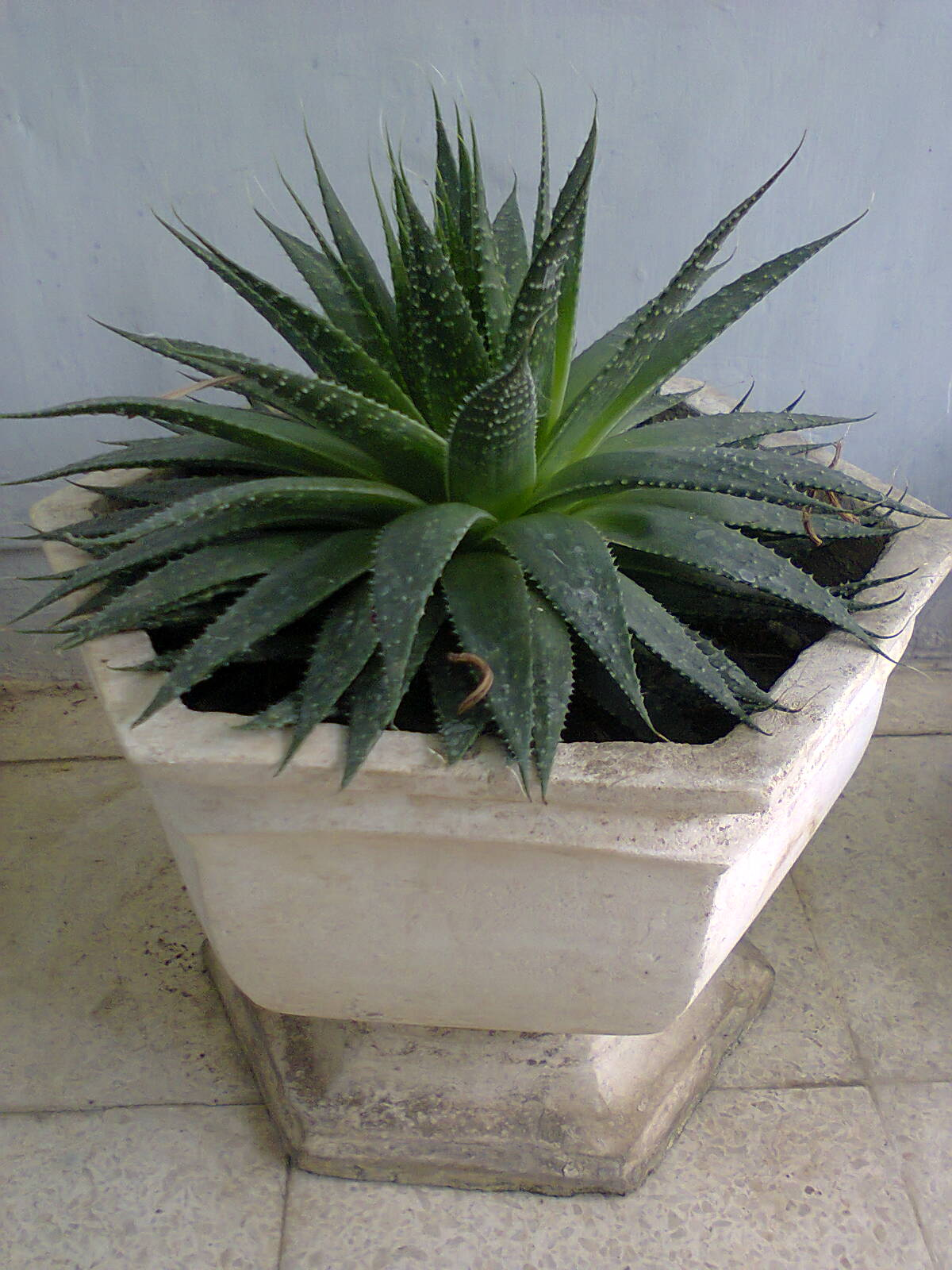
W uprawie doniczkowej
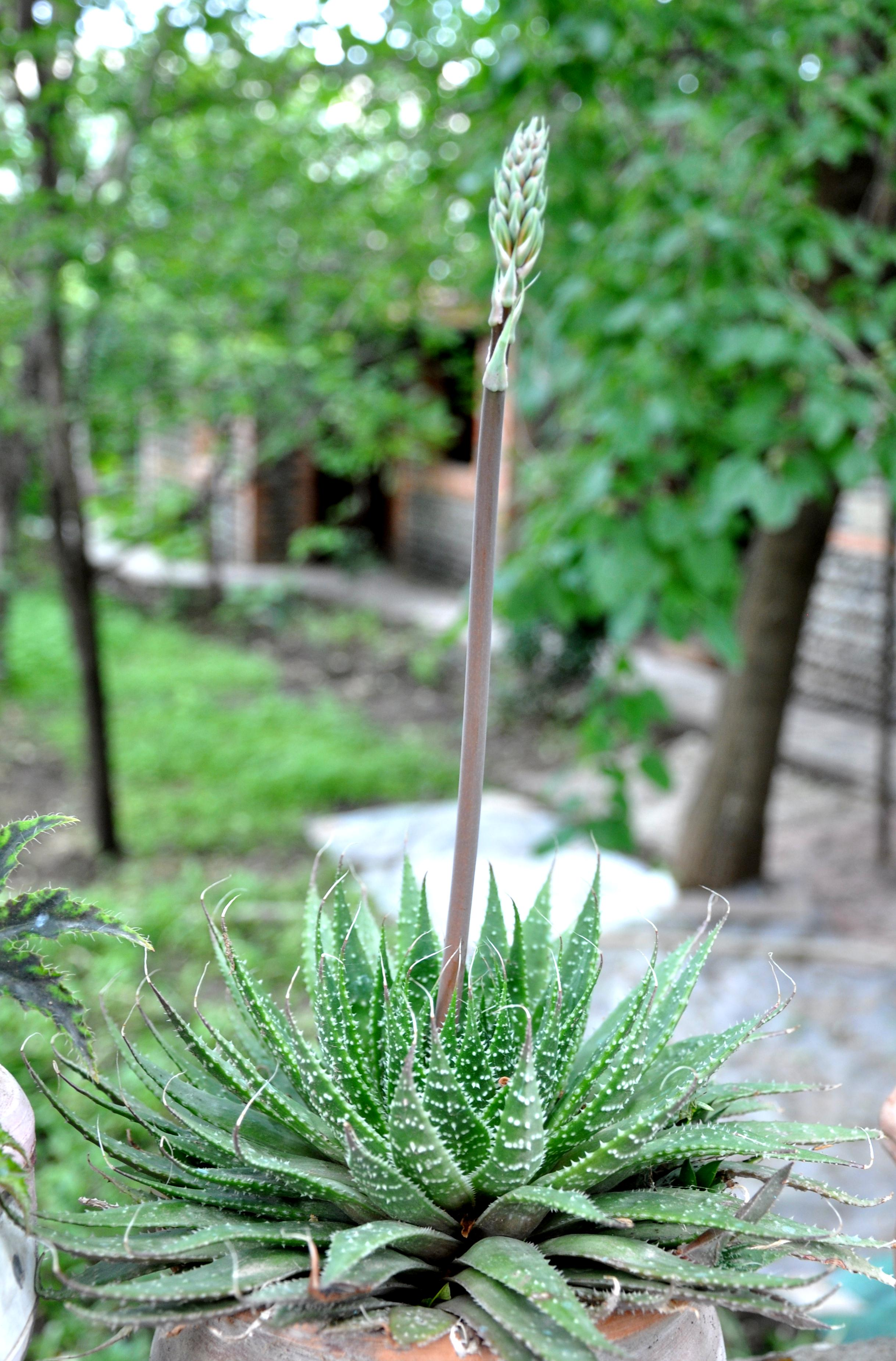
Kwitnący okaz
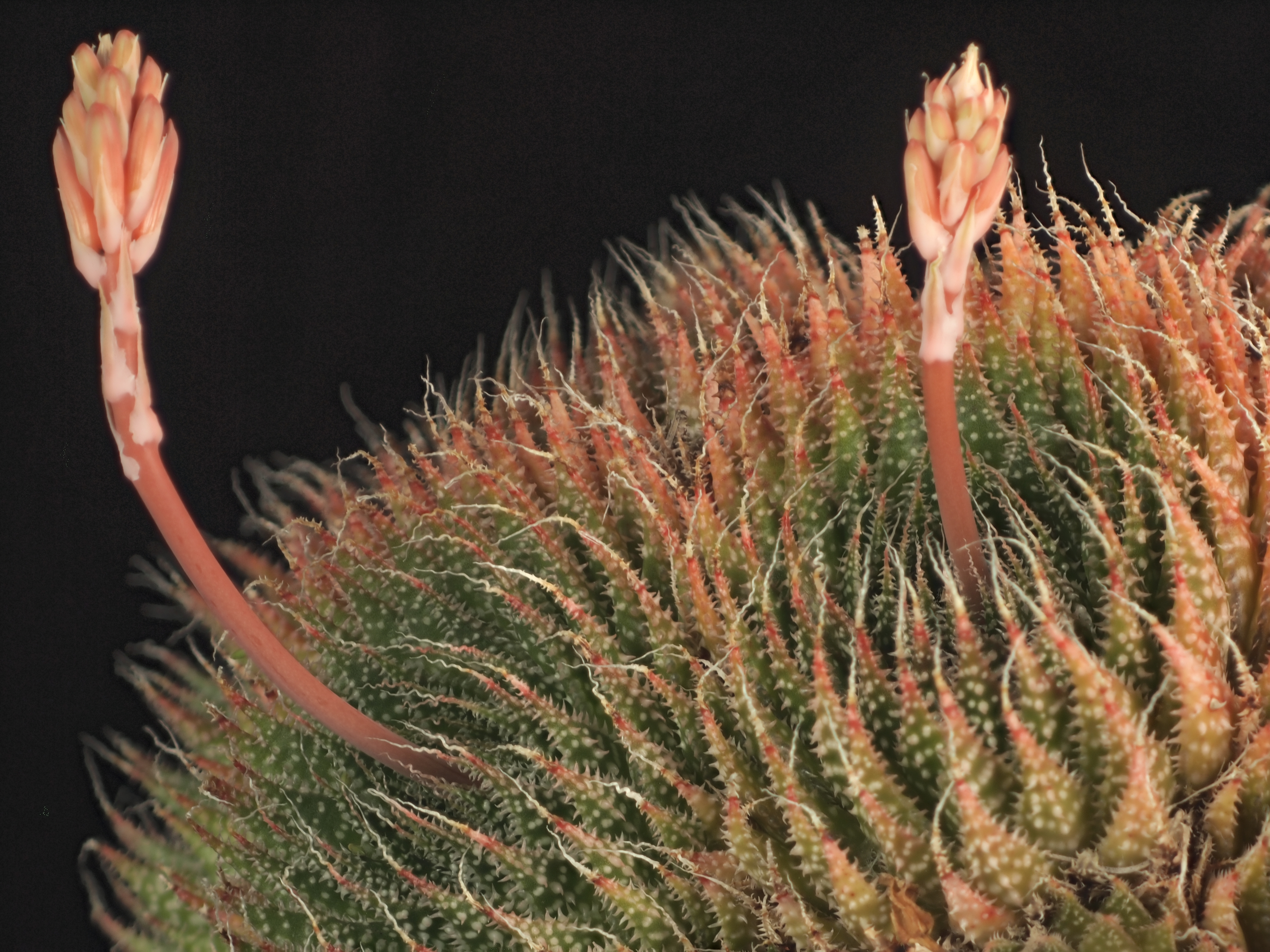
Kwiatostany
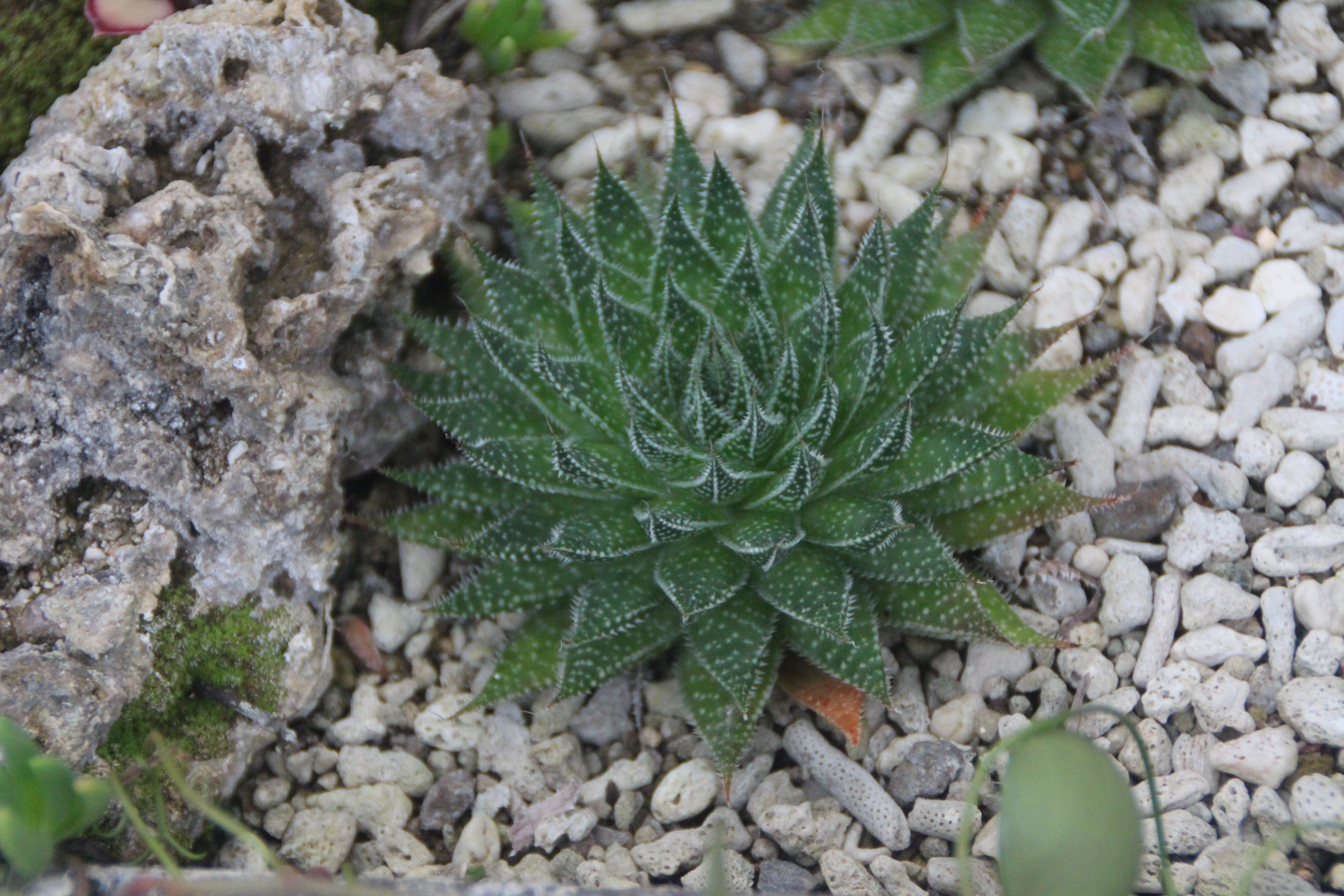
Odmiana 'Concolor'